# Palinopsja
Palinopsja (perseweracja wzrokowa) – zaburzenie neurologiczne polegające na przetrwałym widzeniu lub wielokrotnym pojawianiu się obrazu, mimo ustania działania wywołującego go bodźca. Palinopsja jest charakterystycznym objawem dla uszkodzenia kojarzeniowych pól wzrokowych w płatach potylicznych kresomózgowia (pola 18B i 19B).
Oliver Sacks wiąże pojęcie „palinopsja” z „bezwładnością wzroku”  („wizualne rozszerzenie poprzez tworzenie złudzenia”, „podtrzymanie wizualne”, rodzaj halucynacji). Dowodzi – na podstawie osobistych doświadczeń, związanych z uszkodzeniem części siatkówki jednego oka – że obserwowane obrazy tworzą się dzięki kompensacyjnej działalności umysłu, który uzupełnia niekompletne doznania zewnętrzne informacjami zachowanymi w pamięci. Wykorzystywane tu informacje (doświadczenia „oka umysłu”) dotyczą nie tylko wcześniejszych wrażeń wzrokowych, ale również np. związanych z ruchem. Świadczy o tym np. fakt, że Oliver Sacks mógł „widzieć” (mimo braku widzenia środkowego) obraz własnej, poruszającej się dłoni, ale nie „dostrzegał” tak samo dłoni innych osób. Tego rodzaju halucynacji nie uważa on wyłącznie za objaw uszkodzenia kojarzeniowych pól wzrokowych. Twierdzi, że mogą być efektem naturalnych  „ośrodkowych rezonansów zaburzenia peryferyjnego”.